# 六分儀座52
六分儀座52，又名CD-2514184，HD 184707、SAO 188337、HR 7440，是六分儀座的一颗恒星，视星等为4.6，位于銀經14.68，銀緯-20.51，其B1900.0坐标为赤經19h 30m 37.3s，赤緯-25° -20.51′ 16″。